# 安塔拉山 (皮爾皮查卡區)
13°18′43″S 74°50′26″W / 13.31194°S 74.84056°W
安塔拉山（Antara），是秘魯的山峰，位於該國中部萬卡韋利卡大區，由瓦伊塔拉省的皮爾皮查卡區負責管轄，屬於安地斯山脈的一部分，海拔高度4,957米。